# شمس أباد (حومة دامغان)
شمس أباد (بالإنجليزية: Shamsabad, Semnan)‏ هي مستوطنة تقع في إيران في منطقة مركزية ريفية.